# Reserva de fauna Carmelo
Fue creada en el año 1976 como una iniciativa privada del carmelitano Raúl Ruben Igoa Angeli.
En 1988 se forma una  Comisión de Apoyo a la Reserva de Fauna de la que es electo presidente.
Esta  Comisión  se ocupa de la higiene del lugar, el mantenimiento de las especies animales y vegetales, incluida su alimentación, la cual se sostiene por la ayuda de los colaboradores, estos aportan mensual o anualmente una cierta cantidad de dinero, además de los productos donados por panaderías, verdulerias, hoteles, industrias lácteas, malterías y fábrica de raciones.
Asimismo coordina actividades  con otras instituciones como la Alcaldía de Carmelo, la Dirección de Bomberos,el zoológico de Mercedes,el Parque Lecoq, la Reserva Rodolfo Tadiche ubicado en el departamento de Flores. Con estas tres últimas se realizan intercambios de animales.  Está habilitada por el Ministerio de Ganadería, Agricultura y Pesca (MGAP) organización que se encarga de realizar las altas y bajas de los diferentes animales de la reserva.

## Ubicación
Se encuentra situada en el Barrio Centenario  de Carmelo. La reserva está situada entre las calles Tabaré, Charrúa, del Medio al Este y Raúl Igoa al Sur.

## Visitantes significativos
Fue visitada por profesores  extranjeros y compatriotas de prestigio académico. Entre ellos figuran el Profesor argentino Luis Romero y los uruguayos Eduardo Arballo y  Washington Morales.

## Fauna
Estos son los ejemplares más significativos que se pueden apreciar en la Reserva de Fauna.

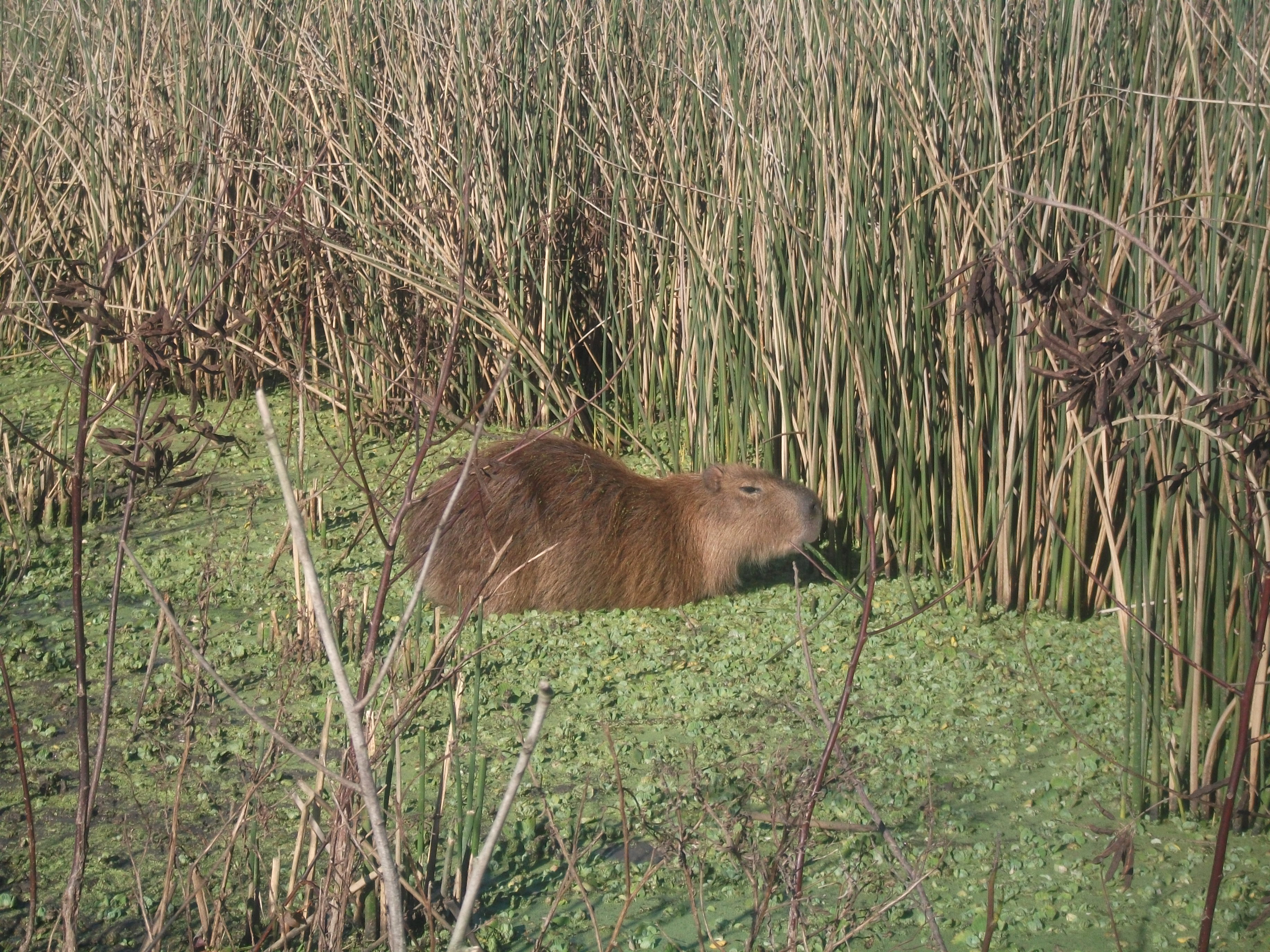
Carpicnho. Hydrochoerus hydrochaeris
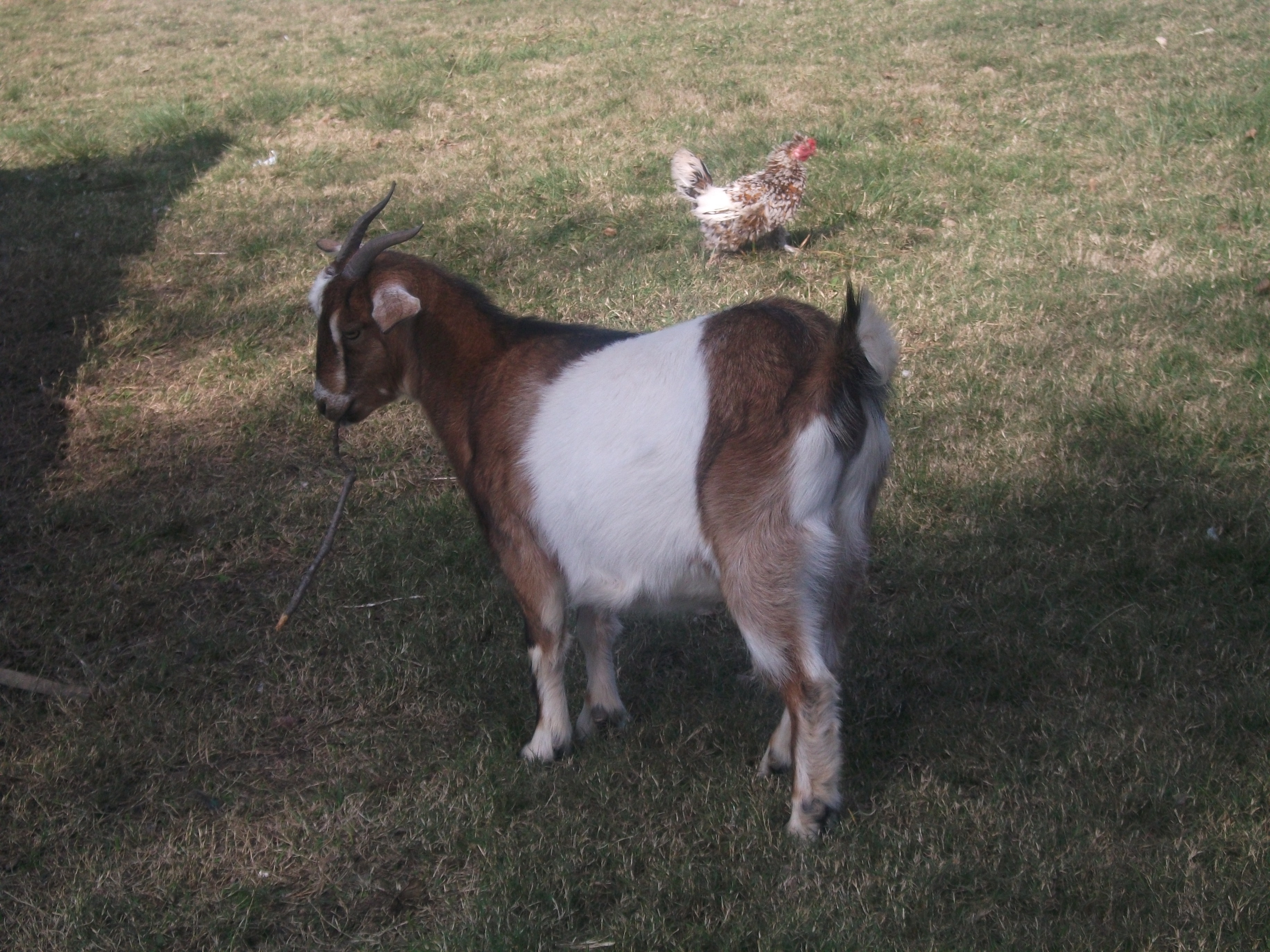
Cabra doméstica (Capra aegagrus hircus)

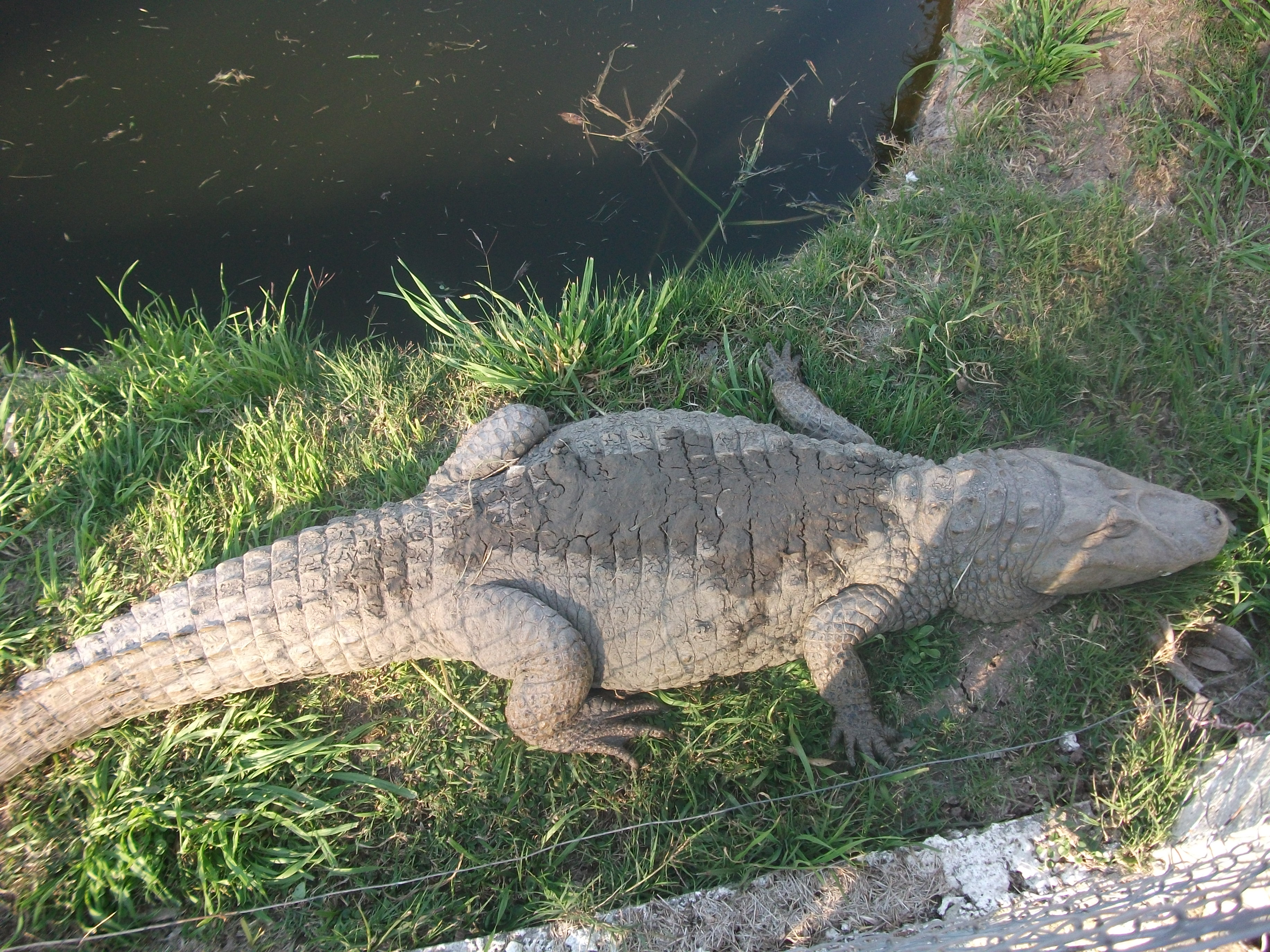
Yacaré (Caiman yacaré)

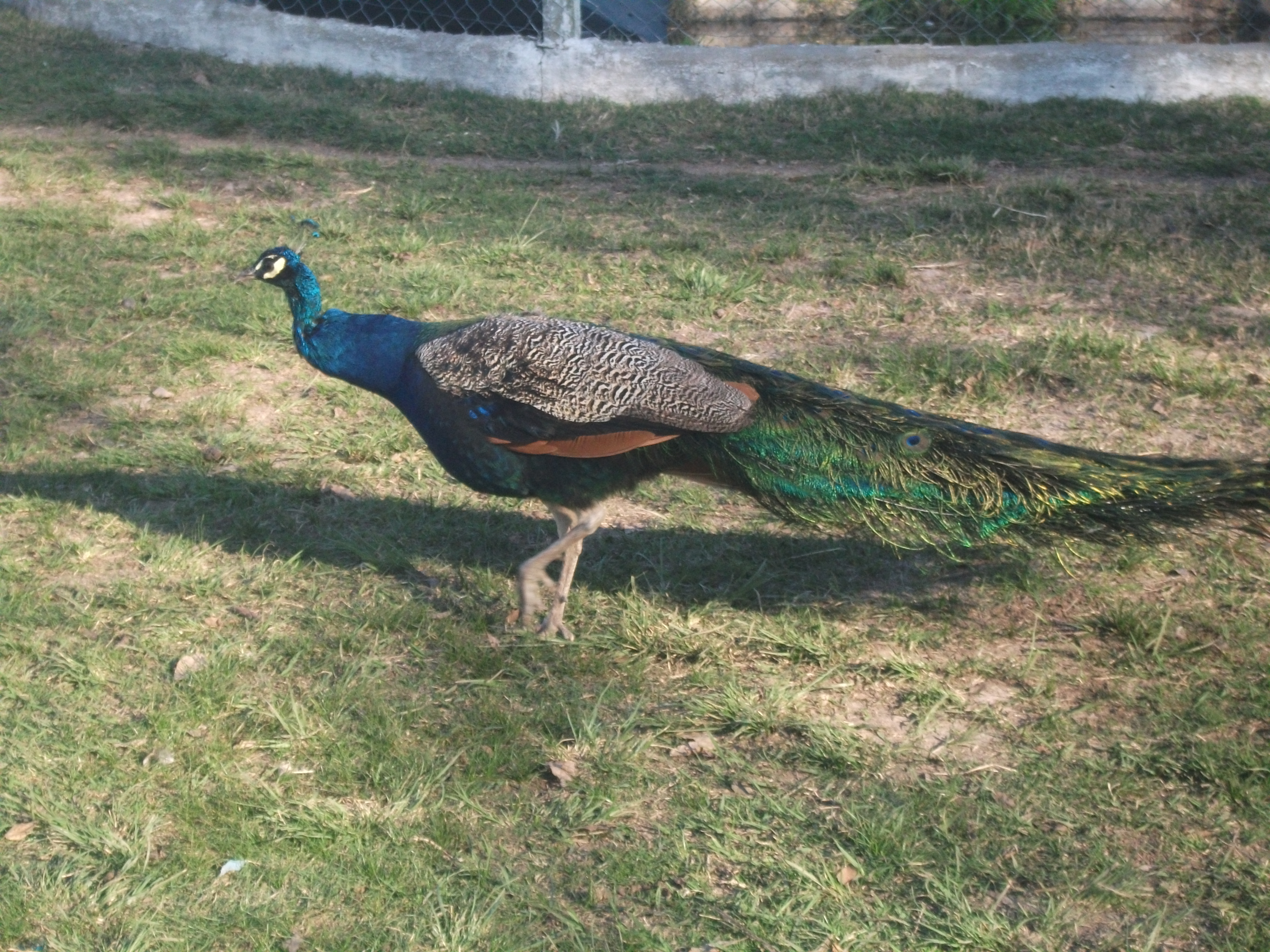
Pavo real común (Pavo cristatus)
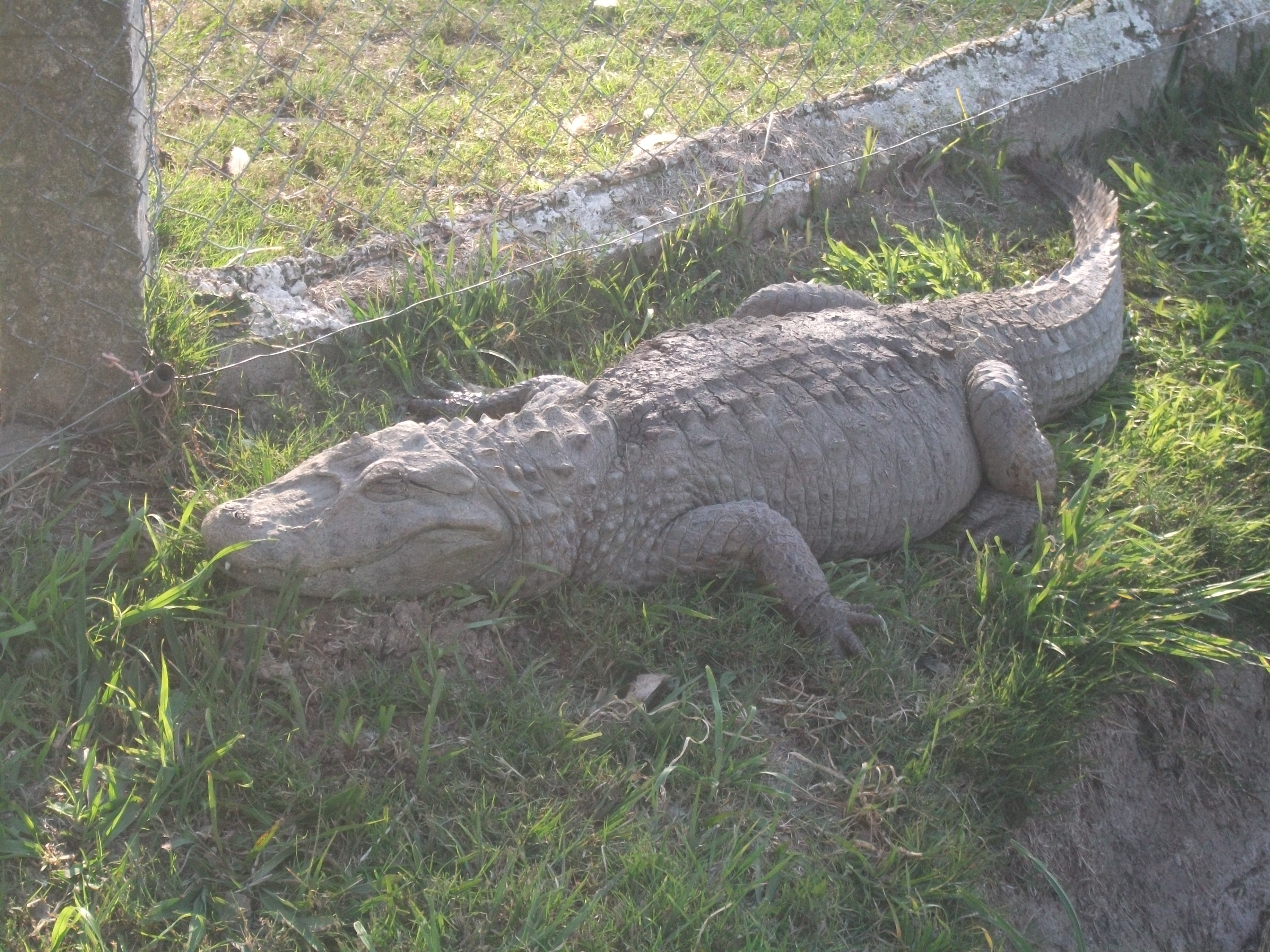
Yacaré. (Caimán)

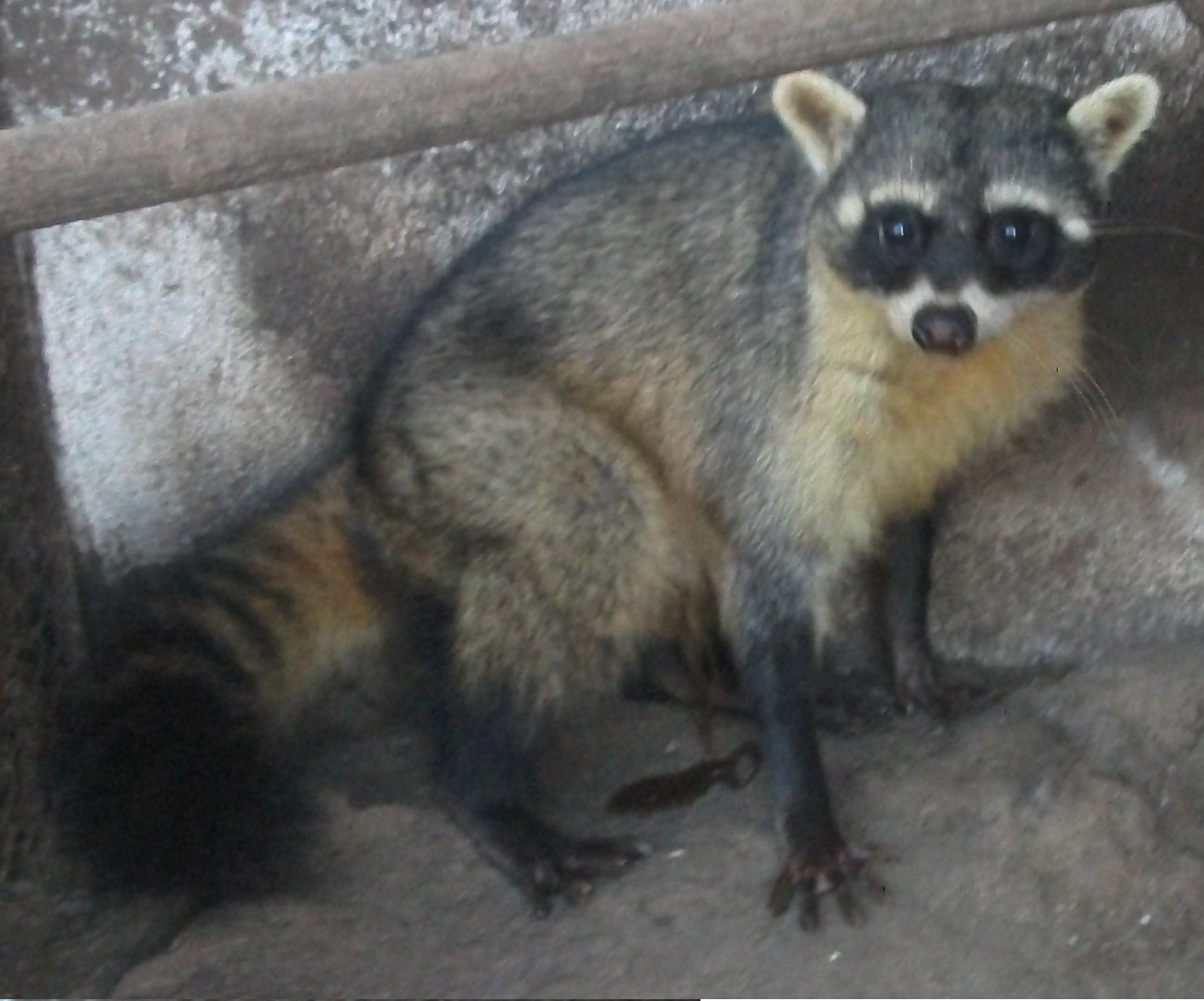
Mano pelada (Procyon cancrivorus nigripes)
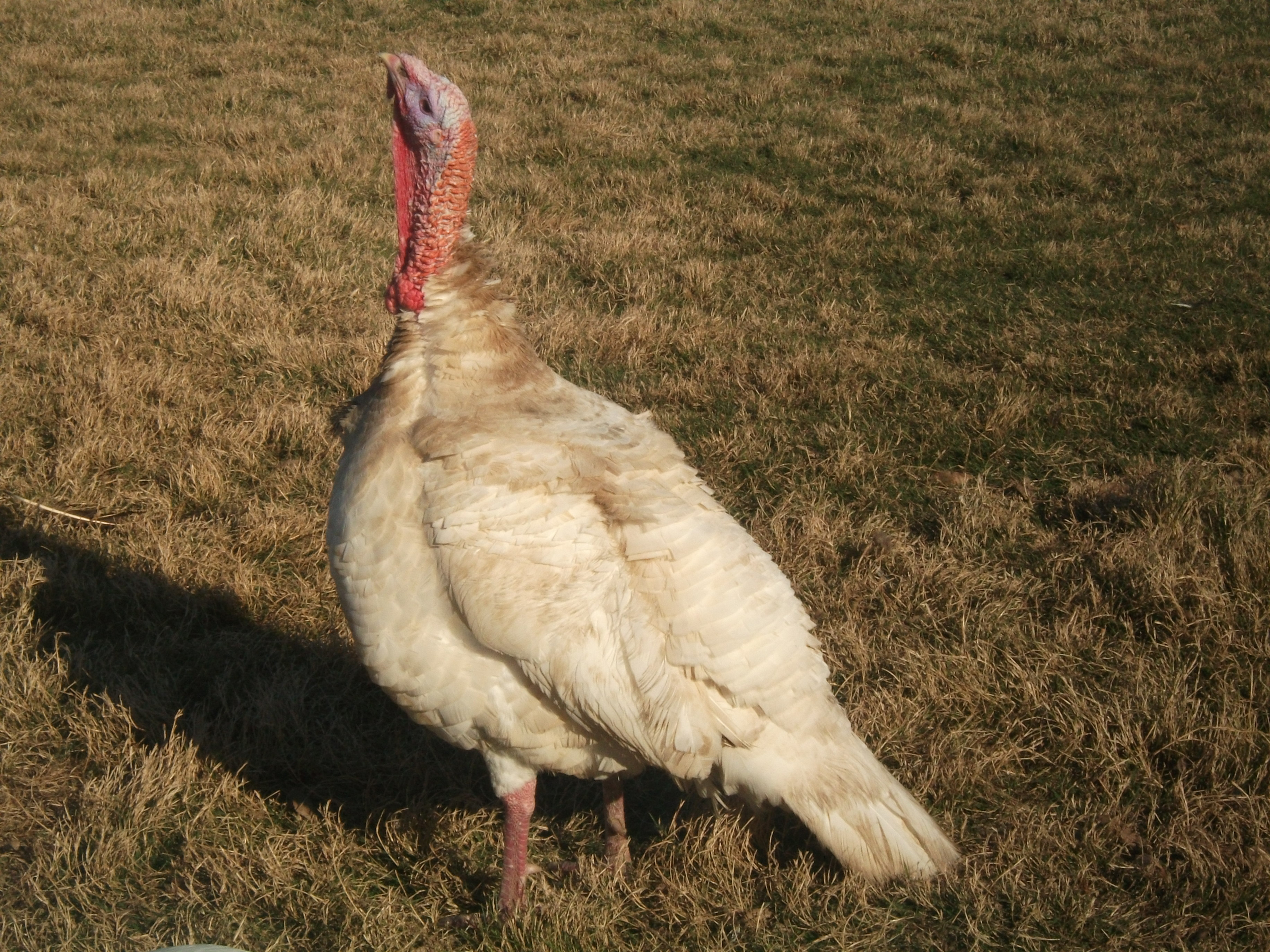
Pavo blanco. Doméstico.

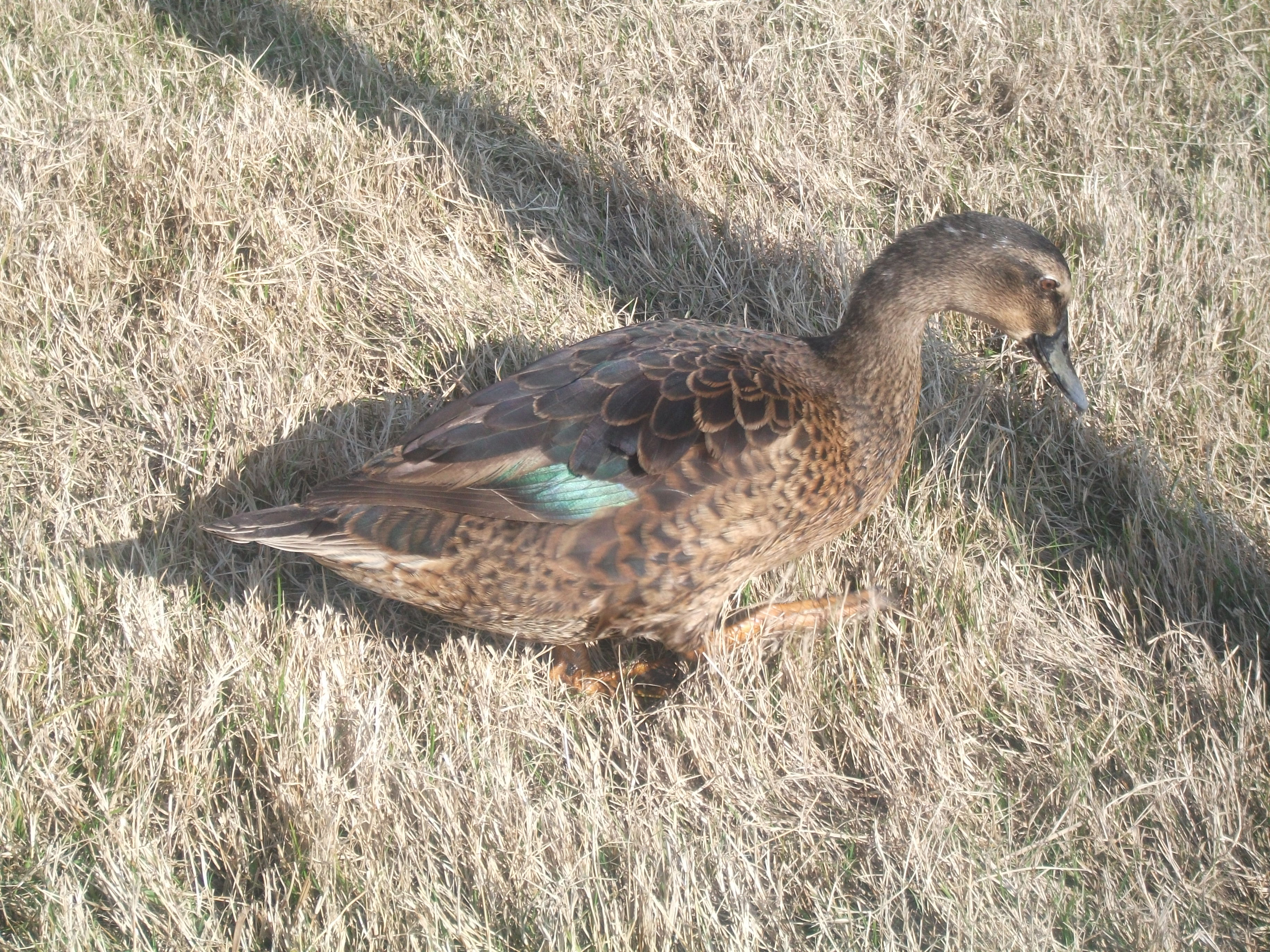
Pato doméstico (Cairina moschata)
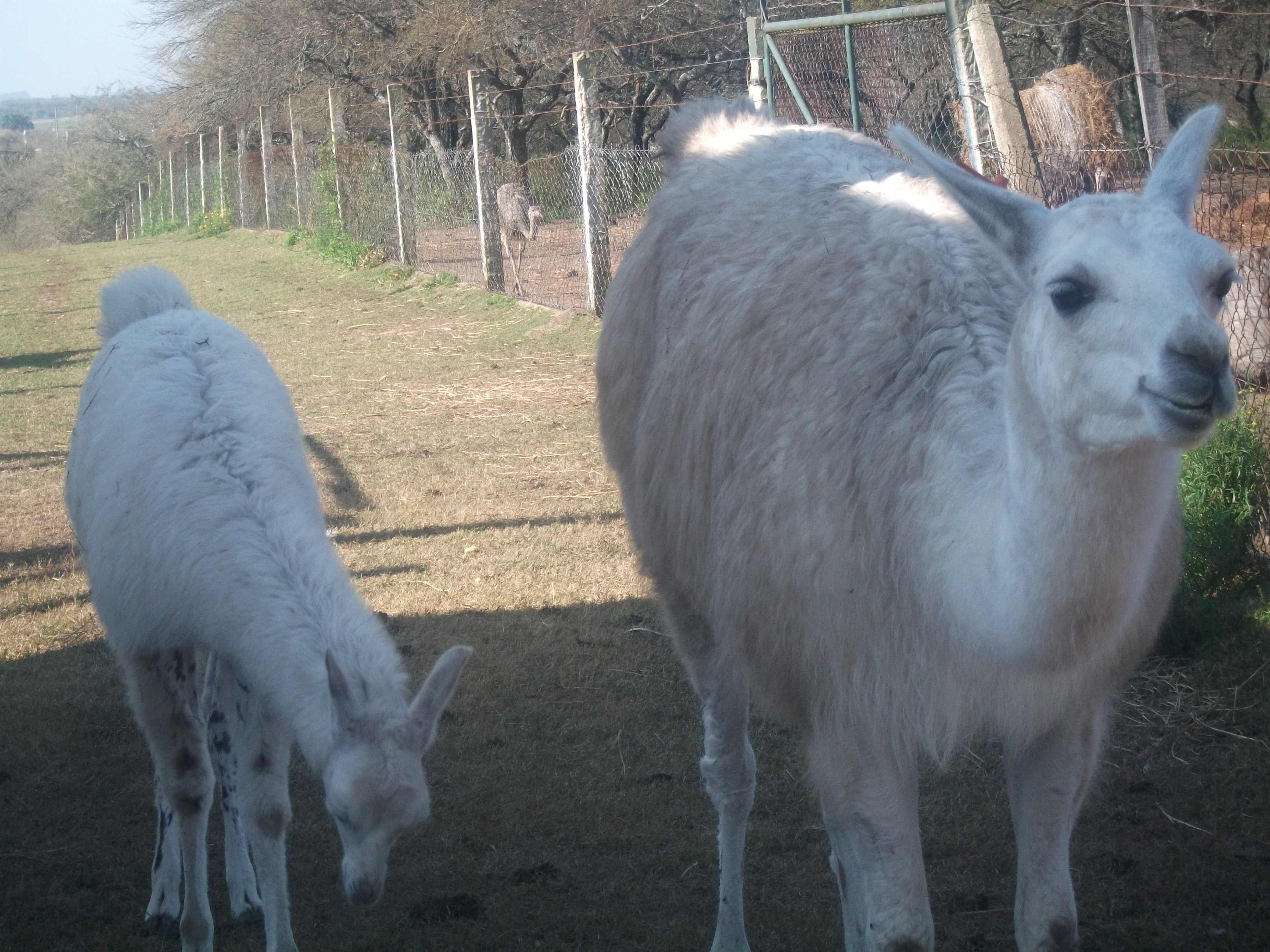
Llama (Lama glama

## Flora
Se muestran en wikimedia los ejemplares más significativos.

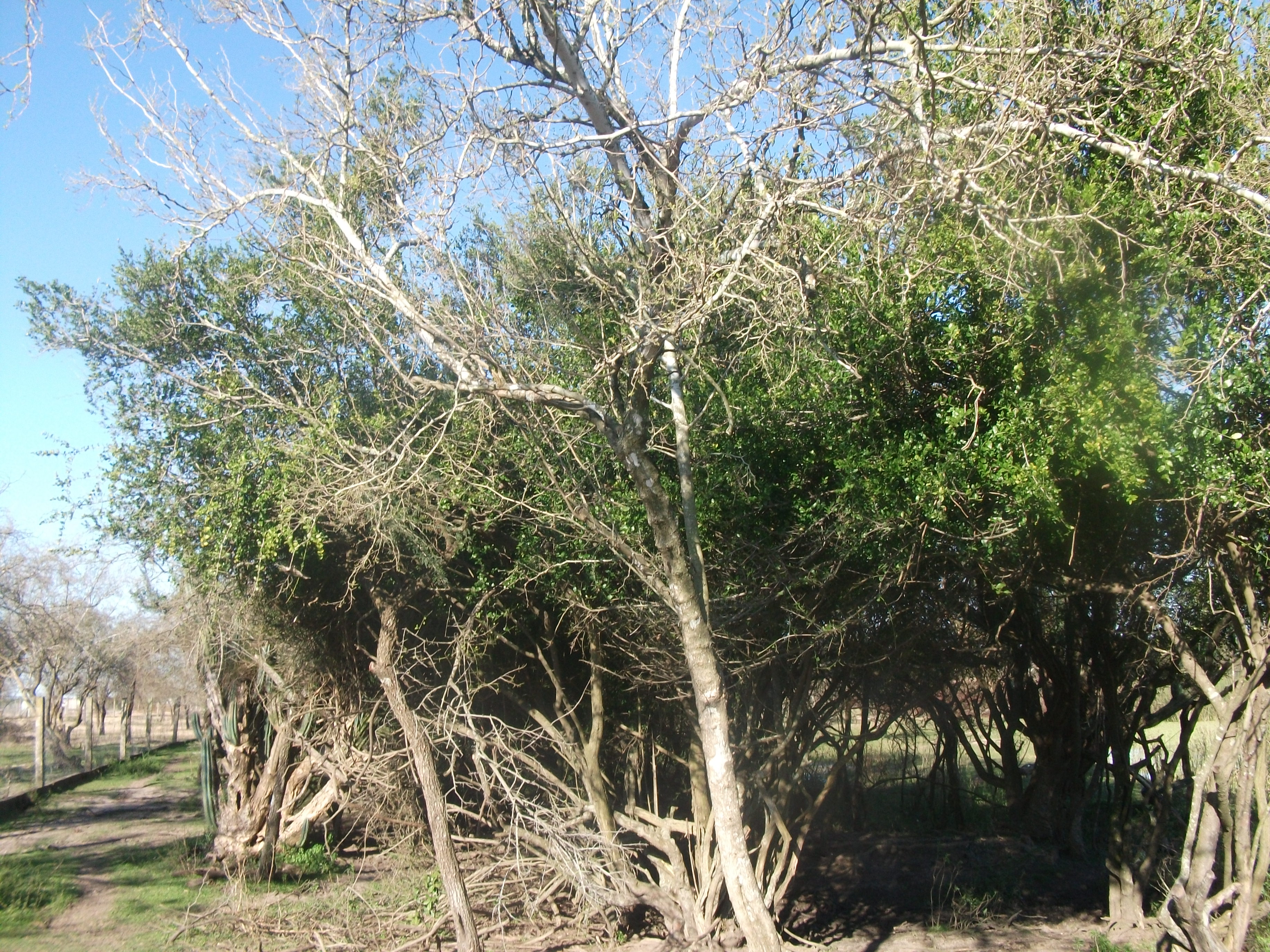
Esta foto fue sacada en la reserva de Fauna carmelo
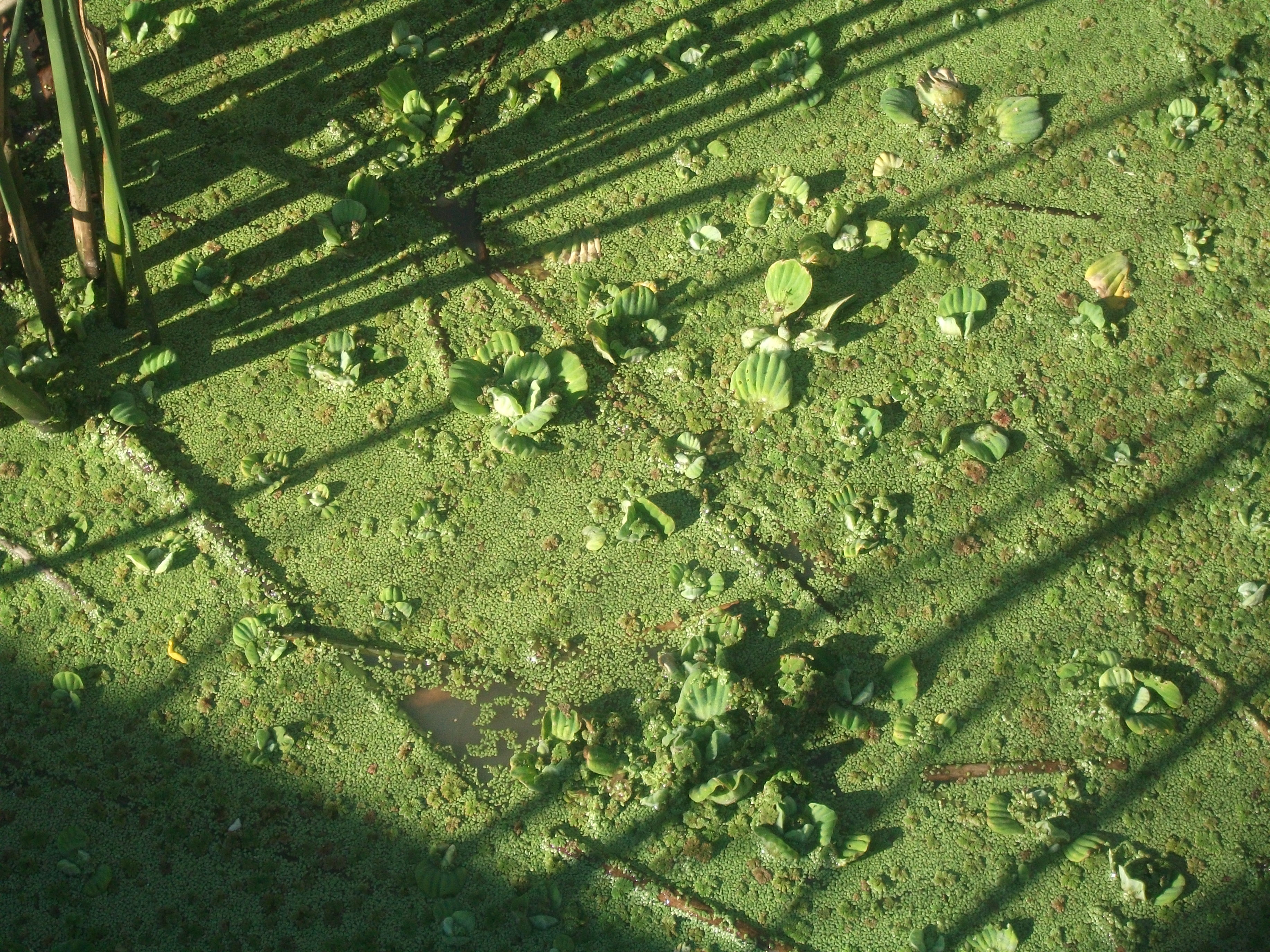
Repollito de agua. (Pistia stratiotes)
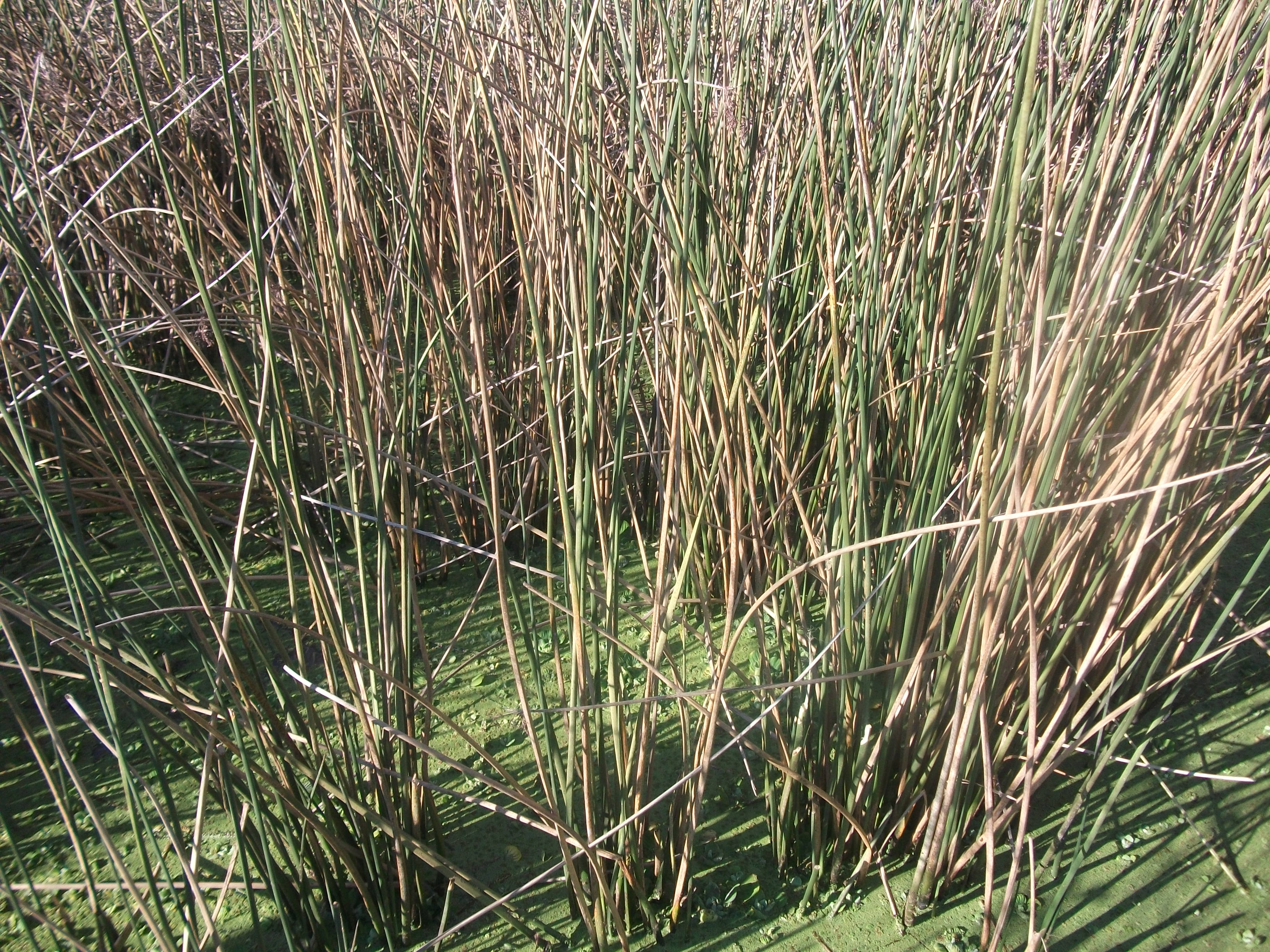
Juncos ( Juncaceae)
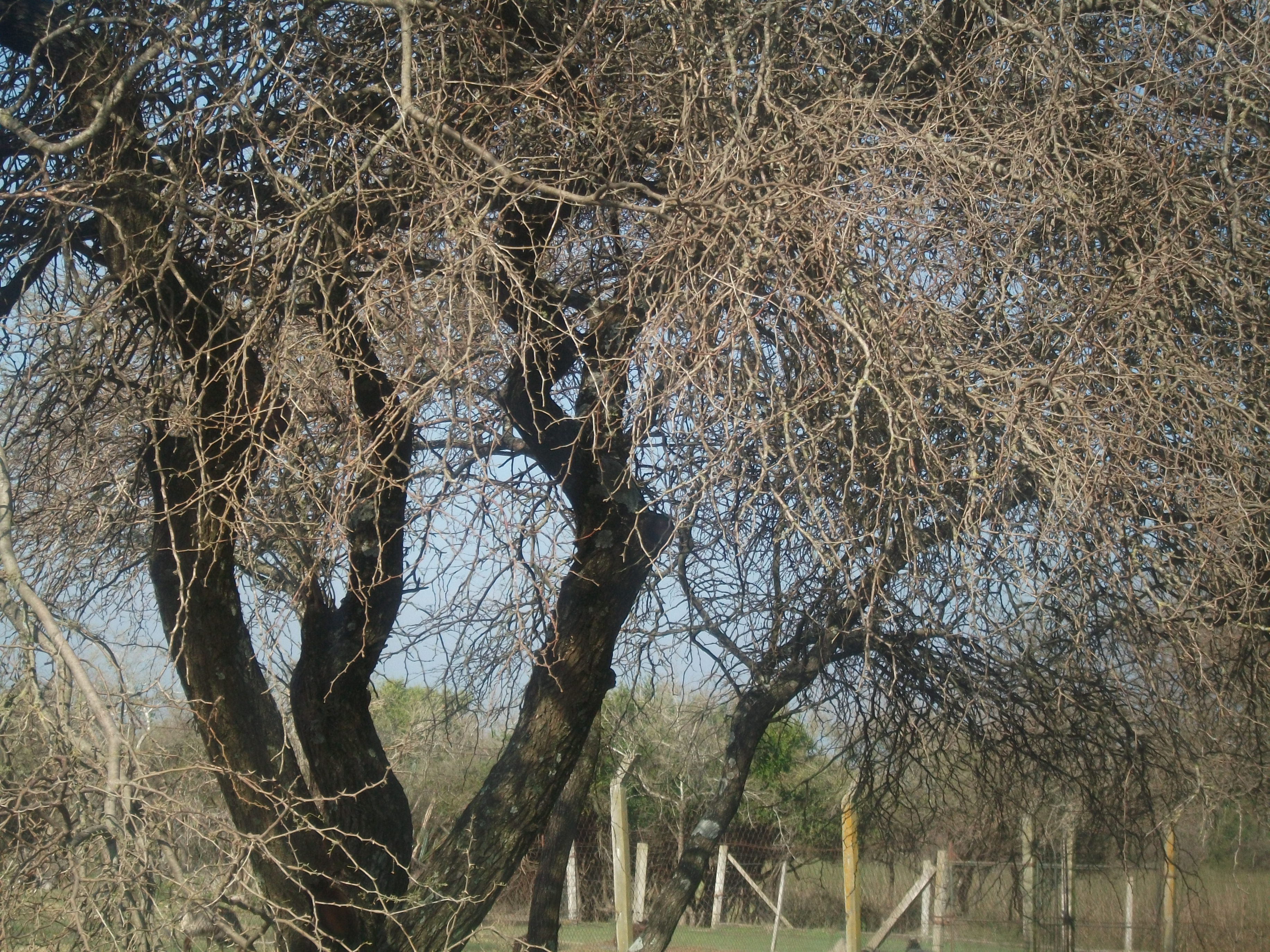
Espinillo (Acacia caven

- Datos: Q17628587
- Multimedia: Reserva de Fauna, Carmelo / Q17628587